# Антонио Санчо Давила де Толедо-и-Колонна
Антонио Санчо Давила-и-Толедо Колонна (исп. Antonio Sancho Dávila de Toledo y Colonna; 15 января 1590, Мадрид — 25 августа 1666, Мадрид) — испанский гранд, военный, дипломат и государственный деятель, 1-й маркиз де Сан-Роман (с 1614) и 3-й маркиз де Велада (с 1616). Он участвовал в военных кампаниях в Северной Африке и во Фландрии, был губернатором Миланского герцогства (1643—1646).

## Биография

### Ранние годы
Родился 15 января 1590 года в Мадриде. Единственный сын Гомеса Давила-и-Толедо (+ 1616), 2-го маркиза Велада (1561—1616), и Аны де Толедо Колонна. Его крестными родителями были принц Фелипе, ученик его отца, и его тетя Виттория Колонна, графиня Мельгар. В детстве он служил менином королевы Маргариты Австрийской, а затем камергером короля Филиппа IV.
В 1614 году, по случаю его свадьбы с Констанцей Осорио, испанский король Филипп III даровал ему титул 1-го маркиза Сан-Роман. В 1616 году ему было пожаловано звание кавалера Ордена Калатравы и комендадором Мансанареса.

### Служба в Африке
В 1625 году он был отправлен в Северную Африку в качестве губернатора и генерал-капитана крепостей Оран, Мазалквивир и Тлемсен, где он оставался до 1628 года. В следующем году ему было дано командование флотом, предназначенным для восстановления города Сан-Хорхе-де-Эльмина в Гвинее, хотя эта экспедиция не состоялась. Позже, в звании генерал-капитана на море и на суше, ему было поручено руководство флотом, который должен был изгнать голландцев из их поселений на побережье Бразилии. Во время подготовки этой армии ему было приказано отправиться в Португалию, заменив графа Фуэнтеса, но и эта миссия не осуществилась.

### Во время фламандской войны
В 1636 году Антонио Санчо Давила-и-Толедо Колонна был назначен в Испанские Нидерланды, в то время погруженные во Фландрскую войну, в которой силы Соединенных провинций во главе со штатгальтером Фредериком Генрихом Оранским столкнулись с испанскими терциями губернатора Габсбургских Нидерландов инфанта Фердинанда Австрийского. В должности генерал-фельдмаршала Антонио Санчо Давила участвовал в нескольких сражениях.
В 1640 году вместе с Вирджилио Мальвецци из Болоньи Антонио Санчо Давила-и-Толедо Колонна был отправлен в качестве чрезвычайного посла в Лондон в поддержку Алонсо де Карденаса с миссией заключить союз с английским королем Карлом I Стюартом. Испанские намерения состояли в том, чтобы избежать союза Англии с Францией (столкнувшейся с Испанией во франко-испанской войне) и с Соединёнными провинциями, а также предотвратить свадьбу Вильгельма II Оранского с английской принцессой Марией Генриеттой Стюарт. Дипломатическая миссия потерпела неудачу, и Антонио Санчо Давила вернулся в Нидерланды в марте 1641 года.
Вернувшись в Нидерланды, и после смерти кардинала-инфанта и его преемника на посту губернатора, Франсиско де Мело, Антонио Санчо Давила-и-Толедо Колонна принял участие в битве при Оннекуре в качестве генерала от кавалерии.

### Губернатор Милана
В 1643 году Антонио Санчо Давила-и-Толедо Колонна был назначен губернатором Миланского герцогства, в этой должности он отразил атаку, которую Фома Савойский и его брат Маурисио осуществили в 1645 году у реки Мора.

### Возвращение в Испанию
В 1646 году Антонио Санчо Давила-и-Толедо Колонна покинул Миланское герцогство и вернулся в Испанию, где в следующем году занимал пост государственного советника Филиппа IV. В декабре 1653 года он временно занял пост президента Совета Орденов во время отсутствия действующего Гаспара де Бракамонте Гусмана. Позже он будет назначен губернатором Верховного совета Италии и президентом Фландрии.

## Семья
В 1614 году Антонио Санчо Давила-и-Толедо Колонна женился на Констанции Осорио, дочери Педро Альвареса Осорио, 8-го маркиза де Асторга (ок. 1540—1613), и Бланки Манрике Мендосы и Арагон (1560—1619). У супругов было четверо детей:
- Антонио Педро Санчо Давила и Осорио, 4-й маркиз де Велада (ок. 1615 — 27 февраля 1689), который, как старший сын, унаследовал от него дворянские титулы.
- Бернардино Давила и Осорио, маркиз де Салинас
- Фернандо Давила и Осорио, женат на Марии Пачеко
- Ана Давила и Осорио, 5-я маркиза де Велада, 3-я маркиза де Сан-Роман и 11-я маркиза де Асторга (? — 20 июня 1692), преемница старшего брата. Муж — Мануэль Луис де Гусман и Манрике де Суньига, 4-й маркиз де Вильяманрике и де Аямонте.